# Nikita Lobintsev
Nikita Konstantinovich Lobintsev (em russo:  Никита Константинович Лобинцев; Sverdlovsk, 21 de novembro de 1988) é um nadador russo que conquistou uma medalha de bronze nos Jogos Olímpicos de Londres de 2012, no revezamento 4x100 metros livre, competindo com seus compatriotas Andrey Grechin, Vladimir Morozov e Danila Izotov.